# 備後信用組合
備後信用組合（びんごしんようくみあい）は、広島県福山市に本店を置く信用組合であり、心で信頼　笑顔でびんしんのキャッチフレーズで営業を行い「びんしん」の愛称で親しまれている。

## 沿革
- 1948年9月 - 新市信用組合創立
- 1952年12月 - 神辺信用組合創立
- 1953年7月 - 千年信用組合創立
- 1972年4月 - 新市信用組合、神辺信用組合、千年信用組合が合併し、備後信用組合を設立

## 営業地区[2]
福山市、府中市(旧甲奴郡上下町を除く)、尾道市(旧御調郡御調町及び旧豊田郡瀬戸田町を除く)、三原市(旧賀茂郡大和町及び旧豊田郡本郷町並びに旧御調郡久井町を除く)、神石郡神石高原町(旧神石郡油木町及び神石町並び豊松村を除く)

## ATMについて
備後信用組合のATM・CDは平日9:00 - 18:00のみ稼働している。また、備後信用組合、広島県信用組合、信用組合広島商銀、両備信用組合（以上「メイプルひろしまネットサービス」によるATM･CD相互無料提携金融機関）のキャッシュカードは、平日9:00 - 18:00の入出金は手数料が無料となる。
また、セブン銀行のATMでは平日8:45～18:00・土曜日9:00～14:00の入出金は手数料が無料となる。